# Festa Baile
Festa Baile foi um programa exibido pela TV Cultura nas noites de sábado entre 1981 e 1990. Em 1991 voltou ao ar com Márcia Maria apresentando as reprises dos melhores programas até 1997.
Evocando um tom nostálgico e gravado em salão de clube, o público, normalmente da terceira idade, dançava e assistia às apresentações de clássicos da música brasileira.

## Formato
Inicialmente comandado por Branca Ribeiro e Francisco Petrônio, o programa era exibido ao vivo no salão do Clube Piratininga, em São Paulo. Em 1982 Agnaldo Rayol assumiu o programa, que passou a ser gravado no Clube Tietê, passando pouco tempo depois a dividir a apresentação com Claudia Matarazzo.  Márcia Maria substituiu Claudia de 1988 a 1990. O programa também contava com a orquestra do maestro Sylvio Mazzuca. Em 1991 voltou ao ar com Márcia apresentando as reprises dos melhores programas até 1997.